# Jorgos Dalaras
Jorgos Dalaras, Georgios Dalaras (gr. Γιώργος Νταλάρας, ur. 29 września 1949 w Nea Kokkinia k. Pireusu) – grecki muzyk i wokalista.

## Życiorys
Wychował się w rodzinie muzyków. Ojciec, Lukas należał do czołówki wykonawców muzyki rembetiko. Pierwsze utwory Dalaras nagrywał właśnie z ojcem, grającym na buzuki, w klubie „Stou Stelaki”. Nagrany w 1967 utwór Oczekiwanie (Προσμονή) stał się dla młodego Dalarasa przepustką do pierwszego zawodowego kontraktu – z właścicielem ateńskiego klubu Place – Makisem Matsasem. Rok później Dalaras współpracował z Manosem Loizosem i Georgiosem Mitsakisem i nagrał własny album z pieśniami Stavrosa Kougioumtzisa, Loukianosa Kilaidonisa i Grigorisa Fountasa.
Pierwszą platynową płytą Dalarasa była Mikra Asia (Azja Mniejsza) z 1972 roku wydana wespół z Charis Aleksiu, która zawierała utwory zaczerpnięte z folkloru greckich uchodźców z Azji Mniejszej, przybyłych do Grecji w latach 20. i 30. XX wieku.
Przełomem w karierze wokalisty był rok 1974, kiedy Dalaras wykonywał pieśni Mikisa Theodorakisa, a także zaczął bliską współpracę z żyjącymi muzykami rebetiko, współpracując z nimi przy projekcie upamiętniającym 50 lat tego gatunku muzyki. Na jego koncerty na Stadionie Olimpijskim w Atenach i w teatrze Orfeusza w 1983 sprzedano ponad 100 tysięcy biletów.
Światową karierę rozpoczął z początkiem lat 80. XX w., występując w paryskim teatrze Olympia, na festiwalu Europalia w Brukseli i Festiwalu Młodości w Moskwie (1985). Coraz częściej w jego repertuarze pojawiały się greckie pieśni ludowe i pieśni zaangażowane politycznie. Szczególnie ważne było jego zaangażowanie w kwestię Cypru, problemowi Greków cypryjskich poświęcił osobny cykl swoich pieśni.
W latach 1994–1995 Dalaras uczestniczył w koncertach poświęconych Mikisowi Theodorakisowi (w teatrze Heroda w Attikonie) i koncercie przedstawiającym historię muzyki greckiej w ateńskim Concert Hall. Koncerty cypryjskie zagrał w Wembley Theatre i w Chicago Theatre Arena.
Na liście osób, z którymi współpracował Dalaras znalazła się nie tylko czołówka greckich muzyków rembetiko, takich jak wokalistka Charis Aleksiu i zespół Pyx Lax, ale także artyści zagraniczni – Paco de Lucía, Al Di Meola, Ariel Ramírez, Bruce Springsteen, Peter Gabriel, Apostolis Anthimos i Goran Bregović. Współpracował także z polskim wokalistą – Grzegorzem Turnauem, nagrywając z nim duet pod tytułem „Kwiat” („Louloudi”) umieszczony na płycie Nawet. W ostatnich latach coraz częściej występuje z muzykami żydowskimi i arabskimi.
W swojej karierze Dalaras nagrał ponad 50 płyt, sprzedanych w ponad 10 milionach egzemplarzy.
Ma żonę Anę i córkę o imieniu Jeorianna.

## Dyskografia
- 1969: Georgios Dalaras
- 1970: Natane to '21 (Jakby to był 1821)
- 1971: O Giorgios Dalaras tragouda Apostolo Kaldara (Dalaras śpiewa Apostolosa Kaldarasa)
- 1971: Otan anthizoun paschalies (Gdy zakwitają bzy)
- 1971: O metikos (Cudzoziemiec)
- 1972: Mikra Asia (Azja Mniejsza)
- 1973: Ilioskopio (Helioskop)
- 1973: Vizantinos esperinos
- 1974: 18 lianotragouda tis pikris Patridas (18 krótkich pieśni o gorzkiej ojczyźnie)
- 1974: Mikres polities (Małe miasta)
- 1975: Sta psila ta parathiria (Na wysokich oknach)
- 1975: 50 chronia rebetiko tragoudi (50 lat pieśni rebetiko)
- 1976: Ta tragoudia mas (Nasze pieśni)
- 1979: Sergiani ston Kosmo (Wędrówka po Świecie)
- 1981: Radar
- 1982: Thelo na ta po (Muszę to powiedzieć)
- 1983: Ta tragoudia mou (Moja pieśń)
- 1984: Kalimera kyria Lidia (Dzień dobry, pani Lidio)
- 1986: Treli ke ageli (Głupcy i anioły)
- 1987: 24 piosenki na dwóch płytach długogrających Latin
- 1988: Sinavlia (Koncert)
- 1989: Misa Criolla
- 1992: Iparchi logos (Jest powód)
- 1993: Vamena kokina malia (Farbowane rude włosy)
- 1994: Kalos tous (Witam)
- 1997: Thessaloniki Yannena me dio papoutsia panina (Thessaloniki- Janina, w dwóch butach tekstylnych)
- 1997: Georgios Dalaras – a portrait
- 1998: George Dalaras – live and unplugged
- 1998: Georgios Dalaras – Mario Frangoulis – Iera Odos
- 1999: Georgios Dalaras – zontani ihografisi stin iera odo II (Koncert live w „Iera Odos”)
- 1999: George Dalaras & The Israel Philharmonic Orchestra: Live at the Mann Auditorium
- 2018 Γιώργος Νταλάρας {Giorgios Dalaras} – Έρωτας ή τίποτα {Erotas i tipota; Miłość lub nic}